# Bernhard Anselm Weber
Bernhard Anselm Weber (* 17. oder 18. April 1764 in Mannheim; † 23. März 1821 in Berlin) war ein deutscher Komponist und Musikdirektor.

## Leben
Weber studierte in München bei Georg Joseph Vogler und erhielt 1787 in Hannover bei der Truppe von Gustav Friedrich Wilhelm Großmann eine erste Stellung als Theaterkapellmeister. 1792 ging er nach Berlin, wo er bis zu seinem Tod tätig war. An den dortigen königlichen Bühnen – sowohl dem Opernhaus als auch dem Nationaltheater – machten ihn zunächst seine Einstudierungen der Opern von Gluck, dann aber auch seine eigenen Bühnenwerke, darunter zahlreiche Opern und Schauspielmusiken, etwa zur Uraufführung von Schillers Wilhelm Tell, bekannt. Im Auftrag von und für August Wilhelm Iffland komponierte er auch Melodramen.
Bernhard Anselm Weber starb 1821 im Alter von fast 57 Jahren in Berlin. Beigesetzt wurde er auf dem katholischen St. Hedwig-Friedhof an der Chausseestraße. Das Grabmal ging spätestens bei der Einebnung des Friedhofs im Jahr 1902 verloren.

## Werke (wo nicht anders vermerkt uraufgeführt in Berlin)

### Szenische Vokalwerke (Auswahl)
- Epilog auf die Feier des Geburtstags des Königs von Großbritannien (4. Juni 1790, Hannover)
- Das Opfer der Treue (Karl Alexander Herklots), musikalisches Drama (9. November 1793)
- Elternfreude (Karl Alexander Herklots), allegorisches Vorspiel (24. Dezember 1793)
- Die Friedensfeier (Karl Alexander Herklots), lyrisches Vorspiel (10. Mai 1795)
- Der Theaterprinzipal (Karl Alexander Herklots), lyrische Posse (15. April 1796)
- Mudarra (Karl Alexander Herklots), heroisches Singspiel (10. März 1800)
- Hero (Karl Alexander Herklots), lyrisches Monodrama (4. August 1800, Breslau)
- Die Feier des Jahrhunderts (Johann Gottlieb Rhode), Vorspiel (1. Januar 1801)
- Sulmalle (Karl Alexander Herklots), lyrisches Duodrama (1. Januar 1802)
- Die Wette (nach M. Guillet), Singspiel (21. Januar 1805)
- Der Kosak und der Freiwillige (August von Kotzebue), Liederspiel (27. November 1813)
- Prolog zur Ankunft Ihrer Majestät Elisabeth Alexiewna Kaiserin aller Reussen (23. Januar 1814)
- Die Hundertjährigen Eichen oder Das Jahr 1814 (Kotzebue), Vorspiel (1. Oktober 1814)
- Des Epimenides Erwachen (Johann Wolfgang von Goethe), Festspiel (30. März 1815)
- Ifflands Denkmal (Karl Alexander Herklots), Vorspiel (20. April 1815)
- Des Epimenides Urtheil (Karl von Levetzow), Festspiel (16. Juli 1815)
- Sappho (Friedrich Wilhelm Gubitz), Monodrama (3. April 1816)

### Ballettmusik
- Arlequin im Schutz der Zauberei (Étienne Lauchery), Ballett (19. Januar 1807)
- Arlequins Geburt (Etienne Lauchery), Pantomime (12. August 1808)
- Die Wiederkehr des Vaters, pantomimischer Prolog (23. Dezember 1809)

### Schauspielmusiken
- Ignez de Castro (Graf Julius von Soden), Trauerspiel (27. Mai 1789, Hannover)
- Johann von Schwaben (August Gottlieb Meißner), Trauerspiel (1. Oktober 1789, Hannover)
- Menöceus oder Die Rettung von Thebe (Friedrich Bouterweck), Trauerspiel (23. Dezember 1789, Hannover)
- Der Eremit auf Formentera (Kotzebue), Schauspiel (15. Januar 1790, Hannover)
- Ataliba, der Vater seines Volkes (Kotzebue), Trauerspiel (25. September 1794, Hannover)
- Lanassa (Karl Martin Plümicke), Trauerspiel (4. April 1797)
- Wallensteins Tod (Friedrich Schiller), Trauerspiel (17. Mai 1799)
- Die Jungfrau von Orleans (Schiller), romantisches Trauerspiel (23. November 1801)
- Wilhelm Tell (Schiller), Schauspiel (4. Juli 1804)
- Die Weihe der Kraft (Zacharias Werner), Ritterschauspiel (11. Juni 1806)
- Die Söhne des Thales (Zacharias Werner), Ordensgemälde (10. März 1807)
- Die Griechheit (Christian Friedrich Voß), Lustspiel (4. Mai 1807)
- Deodata (Kotzebue), heroisches Schauspiel (10. März 1810)
- Die Hussiten vor Naumburg (Kotzebue), Vaterländisches Schauspiel (15. November 1811)
- Die Blume am Ganges (Christian Friedrich Voß), romantisches Lustspiel (26. August 1812)
- Der Abschied von der Heimath oder Die Heldengräber bei Großbeeren (Karl von Levetzow), Schauspiel mit Gesang (23. August 1815)
- Hermann und Thusnelda (Kotzebue), Schauspiel (29. März 1819)

Zahlreiche weitere Instrumental- und Vokalwerke, darunter etwa zur Deklamation für Iffland das orchesterbegleitete Schiller-Melodram Der Gang nach dem Eisenhammer, das 1829 von Carl Loewe in einer durchkomponierten Version mit Klavierbegleitung bearbeitet wurde.

## Dokumente
Briefe von Bernhard Anselm Weber befinden sich im Bestand des Leipziger Musikverlages C. F. Peters im Staatsarchiv Leipzig.

## Belege
1. ↑  Hans-Jürgen Mende: Lexikon Berliner Begräbnisstätten. Pharus-Plan, Berlin 2018, ISBN 978-3-86514-206-1. S. 111.

| Personendaten    | Personendaten                         |
| ---------------- | ------------------------------------- |
| NAME             | Weber, Bernhard Anselm                |
| KURZBESCHREIBUNG | deutscher Komponist und Musikdirektor |
| GEBURTSDATUM     | 17. April 1764 oder 18. April 1764    |
| GEBURTSORT       | Mannheim                              |
| STERBEDATUM      | 23. März 1821                         |
| STERBEORT        | Berlin                                |